# Grigorij Pavlovič von Lamsdorf
Grigorij Pavlovič von Lamsdorf (rusky Григорий Павлович фон Ламсдорф; 6. únorajul./ 19. února 1910greg. Petrohrad, Ruské impérium – 18. března 2004, Barcelona, Španělsko) byl ruský bílý emigrant a major Ruské osvobozenecké armády.

## Mládí
Narodil se v Petrohradu v rodině rodové šlechty. Jeho otec byl tajemníkem Senátu, matka byla dcerou senátora a strýc z otcovy strany byl ministrem zahraničí Ruského impéria v letech 1900 až 1906. Měl mladšího bratra a sestru. Po říjnové revoluci se jeho rodina v roce 1917 uchýlila do bezpečí do Kislovodska. Jeho otec byl během občanské války vězněn na území Kubáně. Po bojích ruské občanské války v roce 1920 rodina opustila Rusko na srbské lodi odplouvající z Novorossijska.

## Mezi válkami
Po emigraci nejprve žil v Istanbulu, poté se přestěhoval do Království Srbů, Chorvatů a Slovinců do hlavního města Bělehradu. Jeho otec s rodinou se stali hosty na panství bývalého rakousko-uherského velvyslance v Rusku v Novim Sadu. V tomto městě navštěvoval ruské gymnázium.
V roce 1928 se přestěhoval s rodinou do Paříže ve Francii, kam se rodina vydala, protože otec chtěl dát dětem lepší vzdělání. Zde pokračoval ve studiu na ruském gymnáziu, po jeho ukončení získal technické vzdělání v elektrotechnickém oboru a stal se inženýrem. Na svá studia si vydělával rozvozem novin.
Po ukončení studia krátce pracoval ve svém oboru, psal fejetony pro noviny Obroda (rusky Возрождение) do humoristické rubriky a navštěvoval vyšší vojenské kurzy generálporučíka N. N. Golovina (rusky Никола́й Никола́евич Голови́н) jako nezapsaný posluchač. V meziválečné Paříži se zapojoval do kulturního života ruské emigrace.
Po vypuknutí španělské občanské války rozhodl se aktivně do ní zapojit. V létě roku 1936 se oženil ve 12:00 a už v 16:00 po skončení obřadu, seděl ve vlaku na cestě do Španělska, kde se chtěl připojit na straně španělských nacionalistů do bojů proti komunistům. Ve Španělsku byl však dočasně uvězněn, protože byl považován za sovětského agenta. Poté byl španělskými úřady vrácen do Francie. Po druhém přechodu hranice už mohl zůstat ve Španělsku. V Zaragoze vstoupil do španělské cizinecké legie na straně armády generála Franca, kde v bojových akcích na aragonské frontě byl povýšen na desátníka a později na seržanta. V bojích v roce 1937 utrpěl zranění levého oka. Jako rekonvalescent byl vyslán na důstojníckou školu a po absolvování kurzů povýšil na poručíka. Byl vyznamenán třemi španělskými vyznamenáními. Zúčastnil se přehlídky vítězství dne 3. května 1939 ve Valencii v řadách vítězných nacionalistických vojsk. Po konci občanské války v roce 1939 se vrátil do Paříže. Ve Francii byl zatčen za vyhýbání se vojenské službě (nelegální překročení hranic), protože se nemohl přiznat, že bojoval na straně generála Franca.Vězněn byl měsíc.

## Druhá světová válka
Po zahájení druhé světové války v roce 1939 byl odveden do francouzské armády. Bojoval ve francouzské 9. armádě, která se nacházela v průběhu bojových operací v Belgii.  Během vojenských operací v roce 1940 byl vyznamenán francouzským Válečným křížem za záchranu dělostřelecké baterie před německými výsadkáři. Podle jeho vlastních slov dostal toto vyznamenání za to, že "utíkal pomaleji než samotní Francouzi". Němečtí vojáci ho zajali v nemocnici, z níž následně uprchl do neobsazené části Francie. Po porážce Francie byl na podzim roku 1940 demobilizován z francouzské armády. Po odchodu z francouzské armády se zapojil do protiněmeckého odboje, protože Německo vnímal jako spojence SSSR díky Paktu Ribbentrop-Molotov. Po propuštění z armády pracoval v Paříži jako inženýr.
V době probíhající zimní války uprchlý Stalinův tajemník Boris Bažanov propagoval myšlenku vytvoření ruské armády bojující na straně Finska proti Rudé armádě. Lamsdorf, který navštěvoval jeho přednášky, byl nadšen myšlenkou formování vojenských jednotek ze sovětských válečných zajatců pod velením bílých emigrantů. Po útoku Německa na SSSR nastoupil do služby jako tlumočník na velitelství skupiny armád Střed u generála Maxe von Schenckendorffa. Podle jeho vlastních slov ho ovlivnila německá propaganda, která tvrdila, že wehrmacht chce v SSSR zničit stalinský režim. Proto považoval za svou povinnost podpořit toto německé úsilí. Později působil jako tlumočník v 6. tankové divizi.
Na jaře 1942 byl převelen do Osintorfu a podílel se na formování RNNA ve spolupráci se Sacharovem, Kromiadim a Ivanovem. Jeho úkolem bylo organizovat sabotáže a podvratnou činnost v sovětském týlu. S ohledem na rostoucí protiněmecké nálady byli bílí emigranti odvoláni, jednotka po četných dezercích k sovětským partyzánům rozpuštěna a Lamsdorf se vrátil do Paříže.
V roce 1943 se stal součástí organizační skupiny pověřené formováním 1. gardové brigády Ruské osvobozenecké armády (ROA), kde se následně stal velitelem střeleckého praporu v hodnosti kapitána. Při přehlídce ROA v Pskově dne 22. června 1943 nesl ruskou trikolóru, která se později stala oficiální vlajkou Ruské federace. Po přehlídce v Pskově byly jednotky brigády ROA nasazeny v boji proti partyzánům a za liniemi Rudé armády k průzkumné a sabotážní práci. Po přeběhnutí SS-Družína na stranu sovětských partyzánů Hitler dne 29. září 1943 nařídil přemístění některých východních legií na západní frontu jako nespolehlivých jednotek. Lamsdorf byl stažen i s jednotkou do Francie, kde poté studoval v důstojnické škole ve Verdunu. O povaze protipartyzánských operací se vyjádřil takto:
| „                                                                | Михаил Соколов: Написано, что этот батальон три раза привлекался к участию в антипартизанских операциях, который был под Псковом, в Стремутке. Григорий Ламздорф: Операции были такие, что я сидел с этим самым Ковалевым, и договаривались мы. Вот это была вся операция. | Michail Sokolov: Píše se, že tento prapor byl třikrát nasazen v protipartyzánských operacích v oblasti Pskova, konkrétně u Stremutky. Grigorij Lamsdorf: Ty operace vypadaly tak, že jsem seděl s tím samým Kovalevem a domluvili jsme se. To byla celá ta "operace". | “ |
| — Grigorij Lamsdorf v rozhovoru pro Rádio svoboda, 8. ledna 2004 | | |   |

V roce 1944 působil pod velením generála Žilenkova jako propagandista.
Od začátku března 1945 sloužil v okupovaném Dánsku jako náčelník štábu 714. pluku 599. pěší brigády. Zde mu byla udělena hodnost majora ROA. Jeho jednotka měla být začleněna do 2. divize ROA. Jako člen oddílu I. K. Sacharova se zapojil do bojů proti Rudé armádě na oderské frontě, kde sloužil v protitankovém úderném oddílu. Ke konci války v květnu 1945 se nacházel v Dánsku.

## Po válce
Po skončení bojů v roce 1945 se mu podařilo přesunout do francouzské okupační zóny. Pracoval jako překladatel pro francouzskou armádu, kde se snažil zachránit vlasovce před vydáním do SSSR. Ve Francii byl také odsouzen za službu v nepřátelské armádě k trestu smrti. Ale francouzské úřady po zjištění, že není Francouz, změnily tento trest na dvacetiletý zákaz pobytu ve Francii.
V roce 1947 byl odhalen jako bývalý vlasovec, zatčen a internován ve francouzském táboře pro nežádoucí osoby. Z tohoto tábora byl osvobozen důstojníkem americké rozvědky Vladimírem Sergejevičem Chlebnikovem (rusky Владимир Сергеевич Хлебников), který v něm rozpoznal potenciál užitečného agenta pro protisovětské aktivity. V roce 1947 se přestěhoval do Mnichova v americké okupační zóně, kde žil do roku 1949.
Později žil ve španělském městě Lleida v Katalánsku. Na konci 40 let 20. století se pokusil zapojit na straně Francie do Indočínské války, ale nebyl shledán zdravotně způsobilým pro vojenskou službu. Ze Saigonu se vrátil zpět do Španělska,kde se v roce 1951 opět shledal se svou ženou. Následně žil ve městech Sitges, kde vlastnil hotel, a v Barceloně. Hotel později prodal a odešel do důchodu. Zemřel v Barceloně 18. března roku 2004.
Po celý život si zachoval pouze ruské občanství a nepřijal občanství žádné jiné země.